# Suka Tani (Kota Jantho)
Suka Tani is een bestuurslaag in het regentschap Aceh Besar van de provincie Atjeh, Indonesië. Suka Tani telt 92 inwoners (volkstelling 2010).